# Nejsjön
Nejsjön är en sjö i Hylte kommun och Ljungby kommun i Småland och ingår i Lagans huvudavrinningsområde. Sjön är 14 meter djup, har en yta på 2,69 kvadratkilometer och befinner sig 157 meter över havet. Sjön avvattnas av vattendraget Björkönaå (Risabäcken). Vid provfiske har bland annat abborre, gers, gädda och mört fångats i sjön.

## Delavrinningsområde
Nejsjön ingår i det delavrinningsområde (630837-135589) som SMHI kallar för Utloppet av Nejsjön. Medelhöjden är 167 meter över havet och ytan är 16,14 kvadratkilometer. Det finns inga avrinningsområden uppströms utan avrinningsområdet är högsta punkten. Björkönaå (Risabäcken) som avvattnar avrinningsområdet har biflödesordning 4, vilket innebär att vattnet flödar genom totalt 4 vattendrag innan det når havet efter 143 kilometer. Avrinningsområdet består mestadels av skog (68 procent). Avrinningsområdet har 2,77 kvadratkilometer vattenytor vilket ger det en sjöprocent på 17,1 procent.

## Fisk
Vid provfiske har följande fisk fångats i sjön:
- Abborre
- Gärs
- Gädda
- Mört
- Siklöja
- Sutare